# Kristie Mewis
Kristie Mewis, née le 25 février 1991 à Weymouth dans le Massachusetts, est une joueuse internationale américaine de soccer évoluant au poste de milieu de terrain à West Ham United FC.

## Biographie

### Jeunesse
Kristie Mewis grandit à Hanson dans le Massachusetts, où elle fréquente le Whitman-Hanson Regional High School et joue dans l'équipe de soccer, marquant 74 buts et délivrant 34 passes décisives. Elle est trois fois lauréate de la NSCAA All-American, trois fois All-New England et All-Massachusetts et trois fois Eastern Massachusetts Girls Soccer Association Div. 1 First-Team All-Star. En 2008, Mewis est nommée jeune joueuse de l'année de la NSCAA et jeune athlète féminine de l'année aux États-Unis. En 2009, elle est nommée dans l'équipe All-America de Parade.
Mewis joue dans l'équipe du Programme de développement olympique (ODP) de la région 1 de 2003 à 2007,.
De 2009 à 2012, elle étudie au Boston College et joue ainsi avec les Eagles. Au cours de ses années universitaires, elle inscrit 39 buts et délivre 38 passes décisives. Elle remporte aussi de nombreuses distinctions, étant nommée dans de nombreux onze de l'année par différents organismes. Elle a également été à plusieurs reprises demi-finaliste du trophée Hermann.

### Carrière en club
Début 2013, elle commence sa carrière senior en signant avec la équipe australienne de la W-League Canberra United pour la fin de la saison 2012-2013, elle inscrit deux buts en deux matchs.
En janvier 2013, elle est sélectionnée en troisième position de la College Draft 2013 par le FC Kansas City pour la saison inaugurale de la NWSL. Elle fait ses débuts en championnat le 13 avril 2013 contre les Thorns de Portland et marque son premier but le 8 mai contre cette même équipe. Elle joue 20 matchs avec Kansas City, aidant l'équipe à terminer deuxième de la saison régulière. L'équipe s'arrête en demi-finales des playoffs, battue par Portland.
En novembre 2013, Mewis est échangée au Seattle Reign FC contre Amy Rodriguez, mais seulement quelques jours plus tard, elle est de nouveau échangée aux Breakers de Boston. En 2014, elle joue 15 matchs et marque 3 buts pour les Breakers. En octobre 2014, elle rejoint le club japonais Iga FC Kunoichi Mie (en) en prêt pour trois mois. Jouant en tant qu'attaquante, elle marque cinq buts en sept matchs. Elle subit une grave blessure après la saison 2014, et prend le temps de se réévaluer en termes de qualité de jeu. Pendant sa rééducation, elle a dû se reconstruire, à la fois physiquement et mentalement. C'est la dernière partie qui s'est avérée la plus difficile, comme elle le révèle en octobre 2020.
En août 2015, Mewis est prêtée au Bayern Munich. Selon le club champion d'Allemagne, elle signe un contrat d'un an, mais les Breakers avance un prêt jusqu'à fin 2015 avant un retour en NWSL pour la saison 2016. Elle a fait ses débuts en Bundesliga le 4 octobre 2015 lors d'une victoire 2-0 contre le Werder Brême et marque son premier but en Bundesliga le 11 octobre 2015 lors d'un match nul 1-1 contre le FF USV Iéna. Fin 2015, elle quitte donc le FC Bayern Munich et retourne aux Boston Breakers.
Mewis passe la saison 2017 de NWSL avec trois équipes : du début de la saison jusqu'en août, elle joue avec le Spirit de Washington, avant de rejoindre les Red Stars de Chicago. À peine dix jours et un match de championnat plus tard, dans lequel elle marque un but, Mewis est échangée au Dash de Houston contre Morgan Brian.
En mai 2018, elle subit une déchirure du ligament croisé antérieur (LCA) de son genou gauche qui met fin à sa saison. Elle n'est de retour avec le Dash qu'en avril 2019. En 2020, elle remporte la NWSL Challenge Cup 2020 avec le Dash.

### Carrière internationale
Kristie Mewis joue pour les sélections américaines U17 et U20 entre 2008 et 2010. Elle participe avec sa jeune sœur Sam à la Coupe du monde U17 2008, où elle repart avec le Ballon de bronze, et à la Coupe du monde U20 2010.
Depuis 2011, elle est invitée à plusieurs reprises à des camps d'entraînement pour l'équipe nationale américaine, mais ne fait ses débuts en match international que le 9 février 2013 lors d'un match amical contre l'Écosse, puis participe avec succès à l'Algarve Cup 2013. Le 15 juin 2013, elle marque son premier but international dans une victoire 4-1 contre la Corée du Sud.
Après 15 sélections en 2013 et 2014, elle disparaît du radar de l'équipe nationale. Après une absence de 5 ans, elle est rappelée à un camp d'entraînement d'identification de talents de l'USWNT en décembre 2019 par le nouvel entraîneur Vlatko Andonovski. Elle est ensuite appelée aux camps d'entraînement de l'équipe senior en octobre et novembre 2020 avant un match amical contre les Pays-Bas le 27 novembre. Elle entre en jeu au cours de la seconde période, marquant sa première apparition en plus de six ans, et marque à la 70e minute. Son deuxième but international vient ainsi 2 722 jours après son premier en juin 2013, la plus longue période entre deux buts dans l'histoire de la sélection. En février 2021, elle remporte la SheBelieves Cup.
En 2023, elle fait partie des 23 joueuses sélectionnées par Vlatko Andonovski pour participer à la coupe du monde qui a lieu en Australie  et en Nouvelle-Zélande du 20 juillet au 20 août.

## Palmarès

### En sélection
États-Unis
- Vainqueur de la SheBelieves Cup 2021

### En club
Dash de Houston
- Vainqueur de la NWSL Challenge Cup 2020

### Distinctions individuelles
- Élue Young Female Athlete of the Year en 2008 par l'US Soccer Federation[25]

## Statistiques

### Buts internationaux
| N° | Cap | Date             | Stade                     | Adversaire   | Minute | Passe décisive | Score | Résultat | Compétition          |
| -- | --- | ---------------- | ------------------------- | ------------ | ------ | -------------- | ----- | -------- | -------------------- |
| 1  | 6   | 15 juin 2013     | Foxborough, Massachusetts | Corée du Sud | 3'     | Sydney Leroux  | 1-0   | 4-1      | Amical               |
| 2  | 16  | 27 novembre 2020 | Bréda, Pays-Bas           | Pays-Bas     | 70'    | Lynn Williams  | 2-0   | 2–0      | Amical               |
| 3  | 17  | 18 janvier 2021  | Orlando, Floride          | Colombie     | 85'    | Carli Lloyd    | 4-0   | 4–0      | Amical               |
| 4  | 21  | 24 avril 2021    | Orlando, Floride          | Argentine    | 41'    | Casey Krueger  | 4-0   | 6-0      | SheBelieves Cup 2021 |

## Vie privée
Kristie Mewis est la sœur aînée de Sam Mewis, joueuse de l'équipe nationale de soccer des États-Unis.
En août 2021, Kristie Mewis annonce publiquement sa relation avec la footballeuse australienne Sam Kerr qui dure depuis le début de l'année 2021. Le 21 novembre 2023, via une photo Instagram, elles annoncent s'être fiancées le 20 septembre 2023.
Le couple annonce la naissance de leur premier enfant le 8 mai 2025.